# Mohammad Reza Mahdawi Kani
Mohammad Reza Mahdawi Kani (ur. 25 sierpnia 1931 w Kanie, zm. 21 października 2014 w Teheranie) – irański polityk i duchowny, ajatollah, dwukrotny minister spraw wewnętrznych Iranu, w latach 2011-2014 przewodniczący Zgromadzenia Ekspertów.

## Życiorys
Studiował prawo i teologię szyicką w seminarium w Ghom, m.in. pod kierunkiem Ruhollaha Chomejniego. W latach 70. XX wieku był aktywny w religijnej opozycji przeciwko rządom szacha Mohammada Rezy Pahlawiego, za co był więziony i torturowany. Razem z Mohammedem Behesztim, Mortezą Motahharim, Alim Chameneim, Alim Akbarem Haszemim Rafsandżanim, Mohammadem Dżawadem Bahonarem i Mohammadem Mofattehem był w latach 1976-1977 wśród twórców Stowarzyszenia Duchowieństwa Walczącego, które miało budować poparcie dla ruchu na rzecz rewolucji islamskiej, według koncepcji ajatollaha Chomejniego, przejmując faktyczną kontrolę nad meczetami, szkołami religijnymi i stowarzyszeniami religijnymi. Odegrały one później znaczącą rolę podczas rewolucji islamskiej. W 1999 Mahdawi Kani został sekretarzem generalnym stowarzyszenia.
Po zwycięstwie rewolucji islamskiej Mahdawi Kani wszedł w 1980 do Rady Strażników, zaś między r. 1980 a 1981 był ministrem spraw wewnętrznych w rządzie tymczasowym. Opowiadał się przeciwko oddaniu władzy przez duchowieństwo w ręce świeckich polityków. Jako jeden z nielicznych współpracowników Chomejniego potępił zajęcie przez irańskich studentów budynku ambasady amerykańskiej w Teheranie. Po zabójstwie Mohammada Dżawada Bahonara we wrześniu 1981 był przez miesiąc p.o. premiera Iranu. Zasiadał w Najwyższej Radzie Rewolucji Kulturalnej. W 1997 wszedł do Rady Korzyści. Był bliskim współpracownikiem Najwyższego Przywódcy Alego Chameneiego, związanym z konserwatywnym skrzydłem irańskiej elity władzy. Przed wyborami prezydenckimi w 1997 udzielił poparcia konserwatywnemu kandydatowi Alemu Akbarowi Nateghowi Nuriemu.
Jest twórcą teherańskiego Uniwersytetu Imama Sadegha, którego celem miało być kształcenie nowej irańskiej porewolucyjnej elity; uczelnia miała stanowić pomost między tradycyjnymi szyickimi seminariami duchownymi a uniwersytetami zachodnimi. 
Chociaż krytykował politykę Mahmuda Ahmadineżada jako prezydenta Iranu, w 2009 poparł jego kandydaturę przed wyborami prezydenckimi. W 2013 przed kolejnymi wyborami prezydenckimi ogłosił poparcie dla związanego z umiarkowanymi reformatorami Hasana Rouhaniego. W 2011 został wybrany na przewodniczącego Zgromadzenia Ekspertów, zaś w 2013 uzyskał reelekcję. 
W czerwcu 2014 zapadł w śpiączkę po ataku serca, zaś w końcu października tego samego roku zmarł.